# Premio Samuel S. Wilks
Il Premio Samuel S. Wilks  (Samuel S. Wilks Memorial Award) viene assegnato dall'American Statistical Association per lavori particolarmente validi nel campo della statistica. Il premio fu assegnato per la prima volta nel 1964 e da allora viene assegnato annualmente. È stato istituito in onore del matematico statunitense Samuel Stanley Wilks. Esso consiste in una medaglia e in una somma in denaro di 1500 $USA.

## Assegnatari
- 1964: Frank E. Grubbs
- 1965: John Wilder Tukey
- 1966: Leslie E. Simon
- 1967: William Gemmell Cochran
- 1968: Jerzy Neyman
- 1969: William John Youden
- 1970: George W. Snedecor
- 1971: Harold F. Dodge
- 1972: George Box
- 1973: H. O. Hartley
- 1974: Cuthbert Daniel
- 1975: Herbert Solomon
- 1976: Solomon Kullback
- 1977: Churchill Eisenhart
- 1978: William Kruskal
- 1979: Alexander M. Mood
- 1980: Wilson Allen Wallis
- 1981: Holbrook Working
- 1982: Frank Proschan

- 1983: William Edwards Deming
- 1984: Zygmunt William Birnbaum
- 1985: Leo A. Goodman
- 1986: Frederick Mosteller
- 1987: Herman Chernoff
- 1988: Theodore Wilbur Anderson
- 1989: C. R. Rao
- 1990: Bradley Efron
- 1991: Ingram Olkin
- 1992: Wilfrid Dixon
- 1993: Norman L. Johnson
- 1994: Emanuel Parzen
- 1995: Donald Rubin
- 1996: Erich Leo Lehmann
- 1997: Leslie Kish
- 1998: David O. Siegmund
- 1999: Lynne Billard

- 2000: Stephen E. Fienberg
- 2001: George C. Tiao
- 2002: Lawrence D. Brown
- 2003: David L. Wallace
- 2004: Paul Meier
- 2005: Roderick Joseph A. Little
- 2006: Marvin Zelen
- 2007: Colin L. Mallows
- 2008: Scott Zeger
- 2009: Lee-Jen Wei
- 2010: Pranab K. Sen
- 2011: Nan M. Laird
- 2012: Peter Gavin Hall
- 2013: Kanti Mardia
- 2014: Madan L. Puri
- 2015: James O. Berger
- 2016: David Donoho